# غاز المناجم
غاز المناجم أو غاز الحريق هو غاز مشتعل يوجد في مناجم الفحم. يطلق هذا الاسم على عدد من الغازات القابلة للاشتعال، خاصة غاز الميثان الذي يشيع وجوده خاصة في المناطق التي يوجد فيها الفحم الحجري. يتراكم الغاز في جيوب في الفحم والطبقات المجاورة، وعند التوغل في هذه المناطق وتحرير الغاز، يمكن أن يحدث انفجار. تاريخياً، كان جيب الميثان المعرّض للضغط الشديد يعرف باسم «كيس من القذارة».

## حوادث الموت في المناجم
تعتبر غازات المناجم متفجرة بتراكيز تتراوح بين 4% و16%، في حين تحدث معظم التفجيرات عند تركيز 10%، وتسببت هذه التفجيرات في خسائر كبيرة في الأرواح بين العاملين في مناجم الفحم قبل اختراع مصباح دافي
كان الدافع لاختراع هذا المصباح هو «كارثة منجم فيلينغ» بالقرب من نيوكاسل أبون تاين إذ توفي حوالي 92 شخص في 25 أيار (مايو) عام 1812. أجرى همفري ديفي تجارب باستخدام الحديد والشاش وحدد الحجم الأقصى للمصباح والسُمك الأمثل للسلك لمنع تمرير اللهب من خلال الشاش. وهكذا إن كان اللعب مغلفاً تماما، فإن الميثان قد ينتقل إلى المصباح ويحترق فيه بأمان. لم يسجل همفري براءة لاختراعه.
حتى بعد أن أصبح استخدام مصابيح الأمان شائعاً، لا زالت انفجارات غازات المناجم تحدث بسبب الشرر الناجم عن ضرب الفحم المختلط بالبيريت بأداة معدنية. كما يزيد وجود غبار الفحم في الهواء من خطر انفجار غازات المنجم، بل قد ينفجر غبار الفحم نفسه.

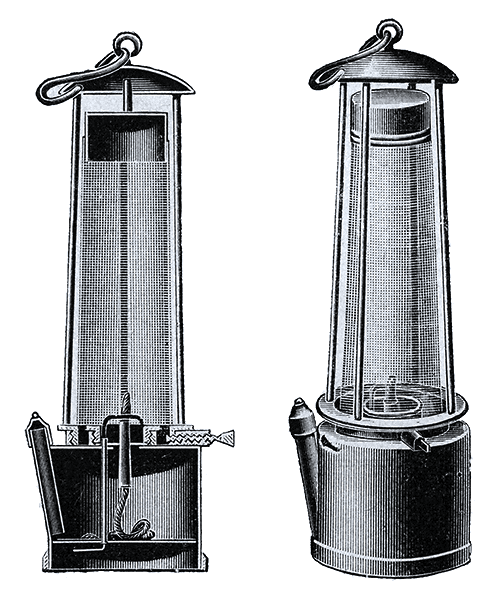
رسم لمصباح دافي)